# Rolex Explorer II
 (février 2024).
La Rolex Explorer II est une montre-bracelet à remontage automatique Swiss made introduite par Rolex en 1971. La montre était à l'origine destinée à être une montre-outil pour les spéléologues,. La lunette fixe 24 heures et l'aiguille à flèche rouge vif ont été conçues pour suivre le jour et la nuit pendant la spéléologie,,.
La gamme Explorer est née en l'honneur de l'ascension réussie du mont Everest par Edmund Hillary et Tensing Norgay en 1953.